# TT25
| i | mn · n | M · W3 |

| i | mn · n | M · W3 |

TT25 (Theban Tomb 25) è la sigla che identifica una delle Tombe dei Nobili ubicate nell’area della cosiddetta Necropoli Tebana, sulla sponda occidentale del Nilo dinanzi alla città di Luxor, in Egitto. Destinata a sepolture di nobili e funzionari connessi alle case regnanti, specie del Nuovo Regno, l'area venne sfruttata, come necropoli, fin dall'Antico Regno e, successivamente, sino al periodo Saitico (con la XXVI dinastia) e Tolemaico.

## Titolare
TT25 Era la tomba di:
| Titolare  | Titolo                  | Necropoli  | Dinastia/Periodo | Note                                     |
| --------- | ----------------------- | ---------- | ---------------- | ---------------------------------------- |
| Amenemheb | Primo Profeta di Khonsu | el-Assasif | XIX-XX dinastia  | a ovest di TT39, sotto la casa americana |

## Biografia
Amenemhab fu Primo Profeta di Khonsu; sua moglie, Tausert, fu a sua volta capo dell'harem dello stesso dio.

## La tomba
L'accesso alla TT25 si apre in una corte; attraverso un corridoio, sulle cui pareti il defunto e la moglie adorano Ra-Horakhti e Maat, nonché Osiride e Iside, si accede a un corridoio trasversale, come è solito in tombe di questo periodo, i cui dipinti parietali rappresentano il defunto presentato ad Anubi e alla dea dell'Occidente (Hathor) da Thot e Horus; in altre scene, il defunto e la moglie, Tausert, in offertorio dinanzi a Ra-Horakhti; la mummia di Amenemheb dinanzi ad Hathor in forma di vacca sacra; brani del Libro delle Porte e scene di offertorio a divinità varie. Analoghe scene di offertorio a divinità non identificabili nel corridoio che dà accesso a una camera quasi quadrata con soffitto sorretto da quattro pilastri, priva di decorazioni.

### Annotazioni
1. ↑  La prima numerazione delle tombe, dalla numero 1 alla 253, risale al 1913 con l’edizione del "Topographical Catalogue of the Private Tombs of Thebes" di Alan Gardiner e Arthur Weigall. Le tombe erano numerate in ordine di scoperta e non geografico; ugualmente in ordine cronologico di scoperta sono le tombe dalla 253 in poi.
2. ↑  I campi della Duat, ovvero l'aldilà egizio, si trovavano, secondo le credenze, proprio sulla riva occidentale del grande fiume.
3. ↑  Nella sua epoca di utilizzo, l'area era nota come "Quella di fronte al suo Signore" (con riferimento alla riva orientale, dove si trovavano le strutture dei Palazzi di residenza dei re e i templi dei principali dei) o, più semplicemente, "Occidente di Tebe".
4. ↑  le Tombe dei Nobili, benché raggruppate in un'unica area, sono di fatto distribuite su più necropoli distinte.
5. ↑  Le note, sovente di inquadramento topografico della tomba, sono tratte dal "Topographical Catalogue" di Gardiner e Weigall, ed. 1913 e fanno perciò riferimento alla situazione dell'epoca.

### Fonti
1. ↑  Porter e Moss 1927,  pp. 42-43.
2. ↑  Gardiner e Weigall 1913.
3. ↑  Donadoni 1999,  p. 115.
4. ↑  Gardiner e Weigall 1913,  pp. 18-19.
5. 1 2  Porter e Moss 1927,  p. 42.